# ノマー・ガルシアパーラ
アンソニー・ノマー・ガルシアパーラ（Anthony Nomar Garciaparra, 1973年7月23日 - ）は、アメリカ合衆国・カリフォルニア州ウィッティア出身の元プロ野球選手（内野手）。右投右打。
妻は女子サッカー選手のミア・ハム。現在はESPNのベースボールアナリスト。

## 経歴

### プロ入り前
1973年7月23日に、メキシコ人の両親の間に生まれる。ノマー（Nomar）という名前は、父親のラモン（Ramon）が自分の名前をひっくり返したことにちなむ。　
カリフォルニア州ベルフラワーのセント・ジョン・ボスコ高校に入学後、1991年にハイスクール・リーグの最優秀選手に選出され、ミルウォーキー・ブルワーズからドラフト5巡目（全体130位）で指名されたが、契約せずジョージア工科大学へ進学。1992年にはバルセロナオリンピックの野球アメリカ合衆国代表として出場した。

### レッドソックス時代
1994年のドラフトでボストン・レッドソックスから1巡目（全体12位）指名を受け入団。
1996年にメジャーデビューを果たし、この年は打率.241・4本塁打・16打点を記録。
1997年はジミー・ウィリアムズ監督はガルシアパーラの将来性を見抜いてジョン・バレンティンを遊撃から二塁へコンバートさせ、ガルシアパーラは開幕を迎えた。遊撃手として153試合に出場。7月26日から8月29日にかけて30試合連続安打を達成し、ガイ・カートライトのリーグ新人記録を54年ぶりに更新し、球団史上トリス・スピーカーに次ぐ歴代2位となった。1番打者としてのメジャー記録となる98打点を挙げ、30本塁打は遊撃手としての新人記録となった。リーグ最多の209安打はジョニー・ペスキーの球団新人記録を55年ぶりに更新し、365塁打はテッド・ウィリアムズの球団新人記録を58年ぶりに更新した。

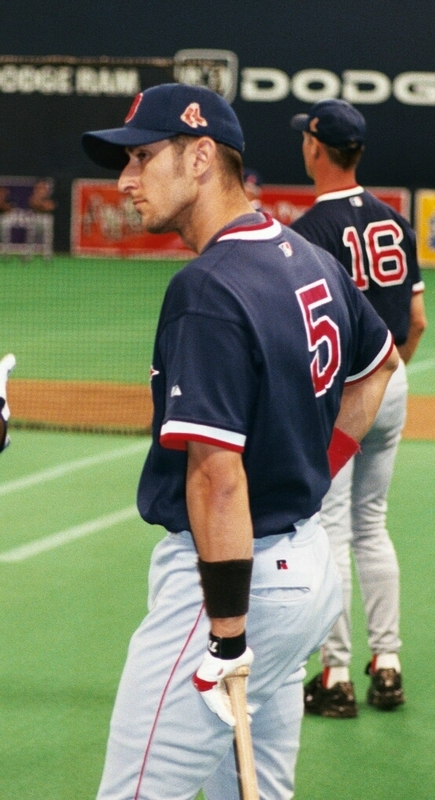
レッドソックス時代のガルシアパーラ（2002年）

守備での貢献も多く、地元ではジョニー・ペスキーの再来と評され、新人王を満票で受賞。1998年には打率.323・35本塁打・122打点とさらに成績を伸ばし、MVP投票ではフアン・ゴンザレスに次ぐ2位に入った。
1999年は打率.357・27本塁打・104打点を記録し、首位打者のタイトルを獲得。
2000年は打率.372を記録して2年連続で首位打者となり、20敬遠もリーグ最多だった。この頃のガルシアパーラは、アレックス・ロドリゲス（マリナーズ→レンジャーズ→ニューヨーク・ヤンキース）やデレク・ジーター（ヤンキース）とともに、実力・若さ・容貌を兼ね備えたスター遊撃手として人気を集めた。
2001年は手首を痛めて開幕に間に合わず、7月29日にシーズン初出場。ガルシアパーラは「手術で100%完治するという保証はどこにもない」と、当初は患部をギプスで固定して自然治癒力に任せる方法で治そうとしたが、結局手術に踏み切った。その後、8月26日を最後に再び欠場し、この年は21試合出場にとどまった。翌2002年に打率.310・24本塁打・120打点・56二塁打（遊撃手史上最多）を記録して復活を果たす。
2003年3月に、レッドソックスはガルシアパーラに4年6,000万ドルでの契約延長をオファーしたが、これに対しガルシアパーラは4年6,800万ドルを要求したため、契約延長交渉はまとまらなかった。こうして迎えたシーズンでガルシアパーラは打率.301・28本塁打・105打点という成績を収め、またシーズン終了後の11月23日には有名女子サッカー選手のミア・ハムと結婚。公私とも充実し、米国の「スポーツセレブリティーの顔」ともいえる存在になった。しかし契約延長交渉はシーズン終了後も不調に終わり、球団はガルシアパーラの放出を検討し始める。
2004年、レッドソックスはガルシアパーラの後釜としてロドリゲスの獲得を狙った。ロドリゲスをマニー・ラミレスとのトレードで獲得し、ガルシアパーラはマグリオ・オルドニェスとのトレードでシカゴ・ホワイトソックスへ放出する計画が水面下で進められた。ロドリゲスとラミレスのトレードが選手会の反対で頓挫し、この計画は実現しなかったが、シーズン前に右アキレス腱を痛めて開幕を故障者リストで迎えたガルシアパーラは心身ともに傷ついた。
6月9日に復帰したガルシアパーラだったが、守備での動きの悪さが目立った。守備のミスから不要な失点を重ね、非自責点の多さが7月末時点でリーグワーストになっていたレッドソックスは、守備の名手を獲得するためトレードを画策する。

### カブス時代
2004年7月31日、ガルシアパーラは四角トレードでシカゴ・カブスへ移籍した。

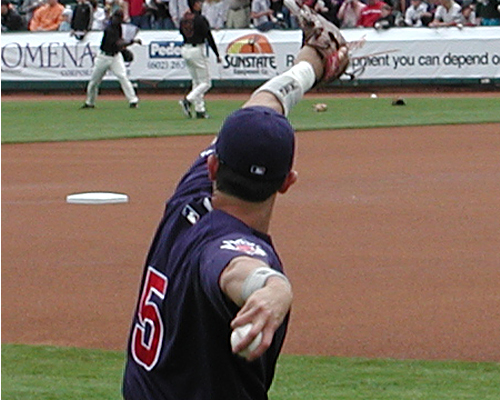
カブス時代のガルシアパーラ

トレード翌日の8月1日、ガルシアパーラはカブスの本拠地リグレー・フィールドでのフィリーズ戦で新天地でのキャリアをスタートさせ、10月3日にシーズンが終了するまで43試合に出場。打率.297・4本塁打・20打点を記録した。
一方ガルシアパーラを放出したレッドソックスは、前述の四角トレードでエクスポズからオーランド・カブレラ遊撃手を、ツインズからダグ・ミントケイビッチ一塁手を獲得。ゴールドグラブ賞受賞経験者2人が加入したことで守備が改善され投手陣も成績が向上、また球団や地元マスコミと確執があったガルシアパーラがいなくなったことでチームから火種が消えるなど、チームの状況が好転した。この年、レッドソックスは86年ぶりの世界一を達成する。シーズン終了後、ガルシアパーラはFAとなった。しかし、打撃で平凡な成績しか残せず守備も急激に衰えていたうえ、カブレラやエドガー・レンテリアなど他の有力遊撃手もFAとなっていたため、結局1年825万ドルでカブスに残留。
2005年、故障に悩まされたガルシアパーラの出場試合数は62試合にとどまり、三塁手としての34試合に出場。限界説が囁かれるようになり、カブスもシーズン終了後に再契約のオファーをしなかった。シーズン終了後、守備経験はないが負担の軽い一塁手や外野手として移籍先を探し、12月19日に1年600万ドルでドジャースと契約。

### ドジャース時代

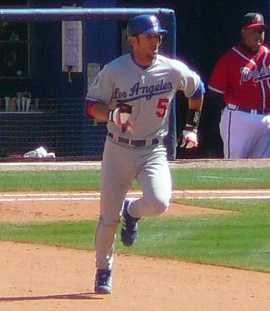

2006年は、両親がメキシコ人であることから、MLBのシーズン前に開催されるワールド・ベースボール・クラシックにメキシコ代表として出場を打診されたが、シーズンに集中したいと出場辞退。シーズンでは、開幕当初は故障者リストに入っていたが、4月22日に戦列復帰してからは早いカウントから好きなボールを的確にとらえる打撃が復活し、打率.303・20本塁打・93打点をマークし、30三振・42四球と好打者に見られる四球が三振を上回る逆転現象が起きた。後半戦はやや失速したものの、9月18日のパドレス戦では9回に4者連続本塁打で追いつき、延長10回はサヨナラ弾などの劇的な一打を連発し、勝負強さを見せた。シーズン終了後にはカムバック賞を受賞し、MVP投票では13位に入った。11月に2年1,850万ドルでドジャースと契約延長。
2007年は、シーズン途中で若手のジェームズ・ローニーに一塁のポジションを譲って自身は三塁手となり、前年とほぼ同じ試合数に出場したが6本塁打しか放てず、チームも得点力が伸び悩んだ。

### アスレチックス時代
2009年3月6日、オークランド・アスレチックスと1年契約。同年、2度の故障者リスト入りを経験。65試合の出場で、本塁打数（３）は自己ワーストとなった。2004年にレッドソックス放出以降初となった7月6日のレッドソックス戦では、ボストンのファンからスタンディングオベーションで迎えられた。

### 引退
2010年3月10日、レッドソックスとマイナー契約を結び、その直後に引退を発表した。ガルシアパーラは「レッドソックスのユニホームを着て引退したいとずっと思い描いていた。夢が実現した」と語った。同日、ガルシアパーラは、レイズ対レッドソックスのオープン戦で始球式を行った。捕手は大学時代からのチームメートでもあるジェイソン・バリテックが務めた。

## 選手としての特徴
打撃は初球を積極的に打ちに行くスタイルで、バットスピードがとても速く、打球を引っ張ることを好んだ。
遊撃守備では送球の正確さには欠けるものの、強肩とボディコントロールを生かし、後ろ足を固定せずにジャンプしてボールを身体の右から左へ横切るようにしてスローイングする型破りな守備を見せた。しかし2004年に右アキレス腱を故障して以来走力が衰え、守備も急激に衰えてしまい三塁手や一塁手にコンバートされた。

### ルーティン
試合のある日は毎回決まった手順で行動し、打席に向かう時やベンチに戻る時などは決まった足から踏み出し、決まった足取りで行き来し、打席では1球ごとにバッティンググローブやプロテクターの紐を締め直し、スパイクのつま先を地面にトントンと叩くなどの癖があった。階段も決まった足取りで昇り降りし、ベンチに戻ると決まった手順でグラブにタッチしていた。
友人でもあるデレク・ジーターは打席での一連の動作を "too long" （「長すぎる」）と評したが、ガルシアパーラ本人は「僕は何を言われてもいいんだ。あれで効果があるわけだから」と、意に介していなかった。

## 家族
妻は女子サッカー選手のミア・ハムである。

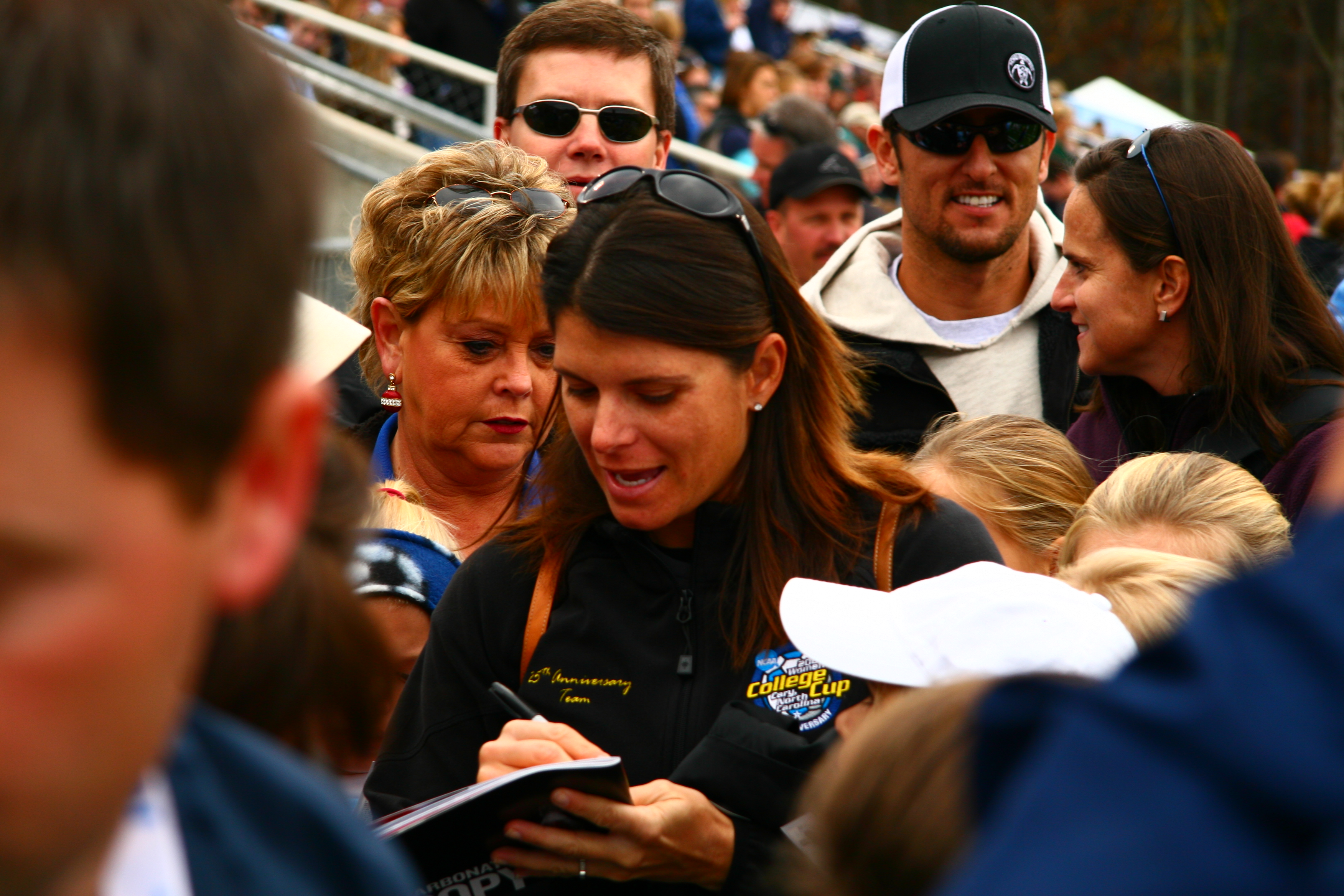
ファンに囲まれるガルシアパーラ夫妻

10歳年下の弟マイケルも2001年のドラフト1巡目（全体36位）でシアトル・マリナーズから指名された野球選手である。
いとこのアルトゥーロ・レデスマはプロサッカー選手で、2007年からはメキシコのプロサッカーリーグ "プリメーラ・ディビシオン" のCDグアダラハラでディフェンダーとしてプレイしている。

## 詳細情報

### 年度別打撃成績
| 年 度      | 球 団      | 試 合 | 打 席 | 打 数 | 得 点 | 安 打 | 二 塁 打 | 三 塁 打 | 本 塁 打 | 塁 打 | 打 点 | 盗 塁 | 盗 塁 死 | 犠 打 | 犠 飛 | 四 球 | 敬 遠 | 死 球 | 三 振 | 併 殺 打 | 打 率 | 出 塁 率 | 長 打 率 | O P S |
| ---------- | ---------- | ----- | ----- | ----- | ----- | ----- | -------- | -------- | -------- | ----- | ----- | ----- | -------- | ----- | ----- | ----- | ----- | ----- | ----- | -------- | ----- | -------- | -------- | ----- |
| 1996       | BOS        | 24    | 93    | 87    | 11    | 21    | 2        | 3        | 4        | 41    | 16    | 5     | 0        | 1     | 1     | 4     | 0     | 0     | 14    | 0        | .241  | .272     | .471     | .743  |
| 1997       | BOS        | 153   | 734   | 684   | 122   | 209   | 44       | 11       | 30       | 365   | 98    | 22    | 9        | 2     | 7     | 35    | 2     | 6     | 92    | 9        | .306  | .342     | .534     | .876  |
| 1998       | BOS        | 143   | 652   | 604   | 111   | 195   | 37       | 8        | 35       | 353   | 122   | 12    | 6        | 0     | 7     | 33    | 1     | 8     | 62    | 20       | .323  | .362     | .584     | .946  |
| 1999       | BOS        | 135   | 595   | 532   | 103   | 190   | 42       | 4        | 27       | 321   | 104   | 14    | 3        | 0     | 4     | 51    | 7     | 8     | 39    | 11       | .357  | .418     | .603     | 1.021 |
| 2000       | BOS        | 140   | 599   | 529   | 104   | 197   | 51       | 3        | 21       | 317   | 96    | 5     | 2        | 0     | 7     | 61    | 20    | 2     | 50    | 8        | .372  | .434     | .599     | 1.033 |
| 2001       | BOS        | 21    | 91    | 83    | 13    | 24    | 3        | 0        | 4        | 39    | 8     | 0     | 1        | 0     | 0     | 7     | 0     | 1     | 9     | 1        | .289  | .352     | .470     | .822  |
| 2002       | BOS        | 156   | 693   | 635   | 101   | 197   | 56       | 5        | 24       | 335   | 120   | 5     | 2        | 0     | 11    | 41    | 4     | 6     | 63    | 17       | .310  | .352     | .528     | .880  |
| 2003       | BOS        | 156   | 719   | 658   | 120   | 198   | 37       | 13       | 28       | 345   | 105   | 19    | 5        | 1     | 10    | 39    | 1     | 11    | 61    | 10       | .301  | .345     | .524     | .869  |
| 2004       | BOS        | 38    | 169   | 156   | 24    | 50    | 7        | 3        | 5        | 78    | 21    | 2     | 0        | 0     | 1     | 8     | 2     | 4     | 16    | 4        | .321  | .367     | .500     | .867  |
| 2004       | CHC        | 43    | 185   | 165   | 28    | 49    | 14       | 0        | 4        | 75    | 20    | 2     | 1        | 1     | 1     | 16    | 0     | 2     | 14    | 6        | .297  | .364     | .455     | .819  |
| '04計      | CHC        | 81    | 354   | 321   | 52    | 99    | 21       | 3        | 9        | 153   | 41    | 4     | 1        | 1     | 2     | 24    | 2     | 6     | 30    | 10       | .308  | .365     | .477     | .842  |
| 2005       | CHC        | 62    | 247   | 230   | 28    | 65    | 12       | 0        | 9        | 104   | 30    | 0     | 0        | 0     | 3     | 12    | 0     | 2     | 24    | 6        | .283  | .320     | .452     | .772  |
| 2006       | LAD        | 122   | 523   | 469   | 82    | 142   | 31       | 2        | 20       | 237   | 93    | 3     | 0        | 0     | 4     | 42    | 9     | 8     | 30    | 15       | .303  | .367     | .505     | .872  |
| 2007       | LAD        | 121   | 466   | 431   | 39    | 122   | 17       | 0        | 7        | 160   | 59    | 3     | 1        | 0     | 4     | 31    | 5     | 0     | 41    | 6        | .283  | .328     | .371     | .699  |
| 2008       | LAD        | 55    | 181   | 163   | 24    | 43    | 9        | 0        | 8        | 76    | 28    | 1     | 1        | 0     | 2     | 15    | 2     | 1     | 11    | 12       | .264  | .326     | .466     | .792  |
| 2009       | OAK        | 65    | 169   | 160   | 17    | 45    | 8        | 0        | 3        | 62    | 16    | 2     | 0        | 0     | 1     | 8     | 1     | 0     | 28    | 4        | .281  | .314     | .388     | .701  |
| 通算：14年 | 通算：14年 | 1434  | 6116  | 5586  | 927   | 1747  | 370      | 52       | 229      | 2908  | 936   | 95    | 31       | 5     | 63    | 403   | 54    | 59    | 554   | 129      | .313  | .361     | .521     | .882  |

- 各年度の太字はリーグ最高

### タイトル
- 首位打者　2回：1999年、2000年

### 表彰
- 新人王：1997年
- シルバースラッガー賞　1回：1997年
- ナショナルリーグカムバック賞　1回：2006年

### 記録
- MLBオールスターゲーム選出　5回：1997年、1999年、2000年、2002年、2003年

### 背番号
- 5 (1996年 - 2004年途中)
- 8 (2004年途中 - 同年途中)
- 5 (2004年途中 - 2008年)
- 1 (2009年 - 同年途中)
- 5 (2009年途中 - 同年終了)

### 代表歴
- 1992年バルセロナオリンピックの野球競技・アメリカ合衆国代表